# Aeroporto de Aarhus
O Aeroporto de Aarhus (em dinamarquês: Aarhus Lufthavn) (IATA: AAR, ICAO: EKAH) é um aeroporto localizado na cidade de Tirstrup, e que serve principalmente a cidade de Aarhus, na Dinamarca.